# Campeonato de España de Ciclismo en Ruta 1906
El VI Campeonato de España de Ciclismo en Ruta se disputó en Madrid el 20 de mayo de 1906 sobre un recorrido de 100 kilómetros. En esa época, el Campeonato de España no tenía este nombre como tal sino que era conocido como el Gran Premio de la Unión.  
El ganador de la prueba fue Luis Amunátegui, que se impuso en solitario en la línea de llegada. Juan Andrés Campesinos y Domingo Álvarez completaron el podio.

## Clasificación final
| Pos. | Ciclista               | Equipo | Tiempo    |
| ---- | ---------------------- | ------ | --------- |
| 1.   | Luis Amunátegui        | -      | 3h 26'15" |
| 2.   | Juan Andrés Campesinos | -      | a 6'15"   |
| 3.   | Domingo Álvarez        | -      | a 9'30"   |
| 4.   | José López             | -      | a 10'57"  |
| 5.   | Jesús Cuesta           | -      | a 16'30"  |
| 6.   | Jorge Geriach          | -      | a 23'10"  |
| 7.   | Pablo Pujol            | -      | a 25'45"  |
| 8.   | Federico Arroyo        | -      | a 28'55"  |
| 9.   | Agustín María Gras     | -      | a 35'53"  |
| 10.  | Marcelino Cuesta       | -      | a 35'57"  |